# Eaux-Bonnes
Eaux-Bonnes är en kommun i departementet Pyrénées-Atlantiques i regionen Nouvelle-Aquitaine i sydvästra Frankrike. Kommunen ligger i kantonen Laruns som tillhör arrondissementet Oloron-Sainte-Marie. År 2022 hade Eaux-Bonnes 203 invånare.

## Befolkningsutveckling
Antalet invånare i kommunen Eaux-Bonnes
| Referens: INSEE |